# Myopias conicara
Myopias conicara (лат.) — вид муравьёв рода Myopias из подсемейства понерин (Ponerinae). Эндемик тропических и субтропических лесов Юго-Восточной Азии. Редкий вид с малочисленными семьями, состоящими из одной матки и рабочих особей, число которых не превышает полусотни. Специализированный охотник на многоножек. Самцы по состоянию на 2020 год неизвестны.

## Распространение
Встречается в лесах Юго-Восточной Азии. В 2020 году был обнаружен во Вьетнаме, а до этого два десятилетия единственным местом его обитания считался южный Китай (провинция Юньнань). Обитает на различных высотах — вплоть до 1950 м.

## Описание

### Строение
Среднего размера муравьи с телом длиной около 1 см (у рабочих особей — от 7,2 до 8,3 мм, у самок — от 8,5 до 10,0 мм, самцы неизвестны). Основная окраска тела — чёрная; жвалы, усики, ноги и вершина брюшка — красновато-коричневые; волоски и опушение — светло-жёлтые. От близких видов отличается следующими признаками: выступ петиоля имеет пару направленных назад мелких зубчиков у его задневентральных углов и треугольный зубец у передневентрального угла; боковые стороны узелка петиоля выпуклые, заднебоковые углы округлые; узелок петиоля имеет примерно равные длину и ширину. Усики 12-члениковые. Скапус усика немного превосходит затылочные углы головы; жгутик немного увеличивается к вершине, апикальный сегмент слегка длиннее предшествующих члеников. Мандибулы узкие и длинные, с клипеусом не соприкасаются, когда закрыты. Глаза самок расположены в передней боковой половине головы рядом с местом прикрепления мандибул. Жвалы прикрепляются в переднебоковых частях передней поверхности головы. Медиальный выступ наличника прямой. Стебелёк между грудкой и брюшком состоит из одного членика (узловидного петиолюса) с округлой верхней частью. Брюшко — с сильной перетяжкой на IV сегменте. Коготки задних ног простые, без зубцов на их внутренней поверхности. Голени задних ног — с двумя шпорами (одной крупной гребневидной и другой простой и мелкой). Жало развито. Брюшные сегменты со второго по шестой — гладкие и блестящие, но передняя половина второго сегмента — с редкой пунктировкой. Голова и тело покрыты обильными отстоящими или полуотстоящими волосками и прилегающим опушением. Скапус усика и задние голени — с редкими полуотстоящими волосками и плотным прилегающим опушением; задние голени — с редкими прилегающими волосками и плотным прилегающим опушением.
Рабочие — мономорфные, от матки отличаются лишь пропорциями головы и брюшка. Ширина головы матки (1,16 мм) меньше, чем средняя ширина головы у рабочих (1,19 ± 0,05 мм), однако ширина брюшка матки (1,26 мм) — значительно больше, чем ширина брюшка у рабочих (1,06 ± 0,03 мм). Матки имеют на голове три простых глазка (оцеллия) и полностью сегментированную крыловую часть груди с тегулами, что говорит о наличии у них крыльев (однако крылатые особи по состоянию на 2020 год не были найдены). Матки и рабочие имеют шесть яйцевых трубочек (овариол) и спермоприёмник (сперматеку). Сперматека матки включает сперму, в то время как у рабочих она пустая и имеет меньшие размеры (из-за этого её нельзя рассмотреть под обычным бинокулярным микроскопом без полного рассечения брюшка).

### Биология
Обитает преимущественно в тёплых тропических и субтропических лесах в провинции Юньнань на юге Китая. Вид редкий, и его биология и экология остаются малоизученными. Рабочие фуражируют на наземной поверхности и в почве, муравейники почвенные. Семьи малочисленные, содержат одну матку и менее пятидесяти рабочих.
Охотятся на двупароногих многоножек рода Xystodesmus (Xystodesmidae, Polydesmida). Охотничье и кормовое поведение наблюдалось в лабораторных условиях. Муравьи в качестве корма принимали только многоножек и мучных червей (личинок жука большого мучного хрущака), но всегда отвергали термитов и тараканов. Когда рабочий муравей встречает многоножку на кормовой арене, то сразу же схватывает её ногу или тело и жалит в какую-либо вентральную часть. Места введения жала разнообразны. Если поблизости с добычей находятся другие рабочие, то они также участвуют в атаке. Парализованную добычу доставляют в гнездо, рабочие тянут её за придатки. Внутри гнезда рабочие сначала от одного до двух часов облизывают добычу с помощью лабио-максиллярного комплекса, а потом начинают разрезать её жвалами на части. Рабочие вставляют свои челюсти в промежуток между головой и коллумом (переднее кольцо туловища) и отделяют голову от остального тела. Затем муравьи подносят несколько своих личинок к добыче и те начинаю ею самостоятельно питаться. Рабочие вставляют головы личинок в отверстие коллума. Рабочие и матка также питаются вместе с личинками. После того как внутренние ткани коллума выедены, муравьи выбрасывают сухой экзоскелет из гнезда (их складывают у входа). И опять несколько личинок вместе с королевой и рабочими начинают поедать мягкие ткани внутри следующего кольцевого сегмента тела многоножки. Эта поведенческая последовательность повторяется до полного съедания добычи. В эксперименте одну многоножку длиной около 2 см муравьи поедали примерно 12 часов.

## Классификация
Вид был впервые описан в 1998 году китайским мирмекологом Ху Чжэнхуэем (Department of Forest Protection, Southwest Forestry College, Куньмин, Китай) по рабочим особям и самкам. Сходен с видами Myopias levigata и Myopias loriai из Новой Гвинеи, но отличается формой вентральных отростков петиоля. От первого вида отличается выступом петиоля с парой направленных назад мелких зубчиков у его задневентральных углов и выпуклыми боками узелка петиоля, а от второго — треугольной формой зубца у передневентрального угла петиоля.